# ジョセフ・チェノットゥ
ジョセフ・チェノットゥ（英語: Joseph Chennoth、中国語: 車納徳、1943年10月13日 - 2020年9月8日）は、シリア・マラバル典礼カトリック教会高位聖職者でヴァチカン市国外交官。2011年から駐日教皇大使を務め、在任中の2020年に死去した。

## 生涯
1943年10月13日、インド・ケララ州コカマンガラムで父ジョセフと母マリアクッティの6人の息子と2人の娘の内の1人として誕生。1960年に神学校に入り哲学をアルヴァ大神学校で学んだ後、エルナクラム・アンガマリー大司教区のジョセフ・パラカティル大司教によりローマの教皇庁立ウルバノ大学に送られて教育を受けた。
1969年5月4日に中華民国（台湾）カトリック台南教区の成世光司教により司祭に叙階される。1973年には教皇庁聖職者アカデミーでの学習を終えて外交官としての道を歩む。その後、1995年から1996年まで中華民国臨時教皇大使代理を務めた。国際法の学位と教会法の博士号を持ち、ラテン語、フランス語、スペイン語、イタリア語、ドイツ語や中国語にも堪能であった。
1999年2月のヨハネ・パウロ2世インド訪問時はニューデリーから始まる10日間の訪問に同行し、教皇にマラヤーラム語を教えた功績で高い評価を得た。
1999年8月24日、ヨハネ・パウロ2世によりミレヴィ名義大司教かつ中央アフリカ及びチャド教皇大使に任命され、同年10月30日に司教叙階をアンジェロ・ソダーノ枢機卿から受けた。
2005年6月15日、ベネディクト16世によりタンザニア教皇大使に任命され、2011年8月15日には日本教皇大使に任命された。

### 駐日教皇大使として
2011年、駐日教皇大使に任命される。2012年2月15日、日本カトリック司教団が主催する「東日本大震災1周年ミサ」で当時の現役司教17人全員と司祭団の共同司式に参加した。2016年5月には特使として台湾を訪問し、蔡英文の中華民国総統就任式に参列。
2017年5月26日、熊本地震被災地視察の折にこうのとりのゆりかご（赤ちゃんポスト）を2007年5月に開設して以来10年目を迎えた熊本市慈恵病院を訪問し、蓮田太二理事長らと面談。理事長や看護部長から「こうのとりのゆりかご」の歴史や仕組みなどの話を聞いた。「命が神様からの贈り物として扱われていることをうれしく思う」と語り、理事長に教皇フランシスコから託された十字架を渡した。 
2018年には東京のいのちの行進に対し、「すべての人のいのちは神からの贈り物です。それゆえ人間はだれもが尊重され保護されなければなりません。人のいのちが神聖であるのは、それが神のかたどりであり似姿だからです。もっとも弱い状態にある人のいのちがどう扱われているか、国の民度の高さはそれによってはかられます。胎内から墓に至るまでの人のいのちを守る必要をマーチフォーライフが人々に気づかせてくれることを祈っています」とのメッセージを寄せた。
2019年には定年を過ぎていたが、教皇フランシスコ訪日準備のために延長。2019年10月22日、皇居正殿松の間で今上天皇の即位礼正殿の儀が執り行われ、フランチェスコ・モンテリーズィ枢機卿と共に参列した。
2020年の休暇にインド訪問を予定していたが、新型コロナウイルス感染症のために取りやめとなり、大使館で自粛生活を続けていた。2020年5月8日、急病のため入院。同年9月8日、小脳梗塞による大孔ヘルニアのため、東京都新宿区の聖母病院で死去。76歳没。死没日をもって日本国政府より旭日大綬章追贈。同年9月17日、カトリック関口教会にて追悼ミサが行われた。葬儀ミサは22日、インドの故郷ケララ州の教会で行われた。
臨時代理大使としてヴェチェスラヴ・トゥミル参事官が就任した。